# Bodăiești
Bodăieștiⓘ – wieś w Rumunii, w okręgu Dolj, w gminie Melinești. W 2011 roku liczyła 398 mieszkańców.